# 1-Pentanol
1-Pentanol, pentan-1-ol, alkohol amylowy, C
5H
11OH – organiczny związek chemiczny z grupy alkanoli, jeden z izomerycznych pentanoli.
Występuje naturalnie w owocach wielu roślin, m.in. papryki rocznej, maliny właściwej, pomidora zwyczajnego czy szałwii muszkatołowej.
Powstaje wraz z innymi izomerami jako uboczny produkt fermentacji alkoholowej i znajduje się w niedogonie podestylacyjnym. Stosowany jest do otrzymywania estrów, jak również w wąskim zakresie wykorzystywany jest jako rozpuszczalnik, m.in. przy ekstrakcji soli uranu i niektórych frakcji smoły pogazowej. Służy również do otrzymywania plastyfikatorów i ksantogenianów (pochodnych kwasu ditiowęglowego).